# África subsariana

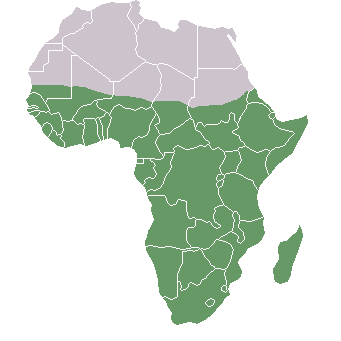
Mapa da África destacando a região subsaariana (verde)

A África subsariana  (português europeu) ou subsaariana  (português brasileiro), antes chamada África negra, corresponde à parte do continente africano situada ao sul do Deserto do Saara. É chamada subsaariana por estar ao sul (sub-) do Saara (saariana). É constituída por 48 países, cujas fronteiras resultaram da descolonização.
Com cerca de 9 milhões de quilômetros quadrados, o Deserto do Saara forma uma espécie de barreira natural que divide o continente africano em duas partes muito distintas quanto ao quadro humano e econômico. A norte do Saara, encontramos uma organização socioeconómica muito semelhante à do Oriente Médio, formando um mundo islamizado. Ao sul está a África subsariana, antigamente chamada  'África Negra', por europeus e árabes, em razão da predominância, nessa região, de povos de pele mais escura; porém, tal terminologia é considerada essencialmente ideológica.

## Diversidade étnica
A diversidade étnica desta região da África é patente nas diferentes formas de cultura, incluindo as línguas, a música, a arquitetura, a religião, a culinária e a indumentária dos diferentes povos do continente.
A maioria da população pertence a etnias anteriormente classificadas na "raça negra".

## Línguas
A África é provavelmente a região do mundo onde a situação linguística é a mais diversificada (com mais de mil línguas) e a menos conhecida. A classificação estabelecida por Joseph Harold Greenberg, um famoso linguista norte-americano, em 1955, distingue quatro grandes conjuntos:
- A família camito-semítica (dita também afro-asiática) ao norte, constituída pelo semítico (árabe, hebraico, amárico e outras), o berbere, o egípcio, o cuchítico e o chadiano (haúça);
- A família nilo-saariana que se estende sobre uma zona descontínua do Chade ao Sudão e ao Zaire, e compreende o songai, o maban, o koma, o fur e o nilo-chadiano, este dividido em sudanês central (sara, mangbetu) e sudanês oriental (línguas núbias);
- A família nígero-congolesa que ocupa a maior parte da África subsaariana, é dividida em seis grupos: o oeste-atlântico (peul, uolofe, diola), o mandé ou mandinga (bambara, malinquê, mende), o voltaico ou gur (mossi), o cuá (iorubá, iba, acã, jeje, kru), o grupo de Adamawa oriental e o grupo benuê-congolês, essencialmente constituído pelas línguas bantas, que ocupam todo o sul do continente. Para fazer face a essa diversidade linguística, foram desenvolvidas línguas de relação, faladas como segundas línguas nos conjuntos geográficos mais vastos: o árabe, a língua mais falada do continente; o suaíle (leste da África), primeira língua banta a utilizar a forma escrita; o lingala (oeste da República Democrática do Congo); o bambara (Mali, Guiné, Costa do Marfim); o haúça (norte da Nigéria) e outras. Finalmente, as línguas europeias herdadas da colonização (inglês, francês, português) são faladas pelas classes cultas e continuam a ser o alicerce linguístico de numerosos países.[4] Essa imensa diversidade cultural é, em parte, explicada pela preservação, até tempos recentes, de uma organização social tribal. A tribo é uma das mais antigas e elementares formas de organização social, sendo caracterizada pela presença de um território comunitário e pela unidade da língua e das tradições. Dessa maneira, cada tribo é um verdadeiro universo cultural, com suas particularidades bem definidas, que se mantêm enquanto não são expostas a culturas externas.
- A família línguas khoisan ao sul, constituída essencialmente pelas línguas de cliques dos bosquímanos.

## População
O continente africano tem hoje cerca de 889 milhões de habitantes, dos quais 500 milhões vivem na África subsariana. Essa população tem um crescimento populacional na ordem dos 2,5% ao ano.
Esse crescimento elevado da população tem criado duas preocupações muito sérias:[carece de fontes?]
1. a predominância de jovens na população determina a necessidade de elevados investimentos sociais em escolas, alimentação e tratamento médico;
2. a pressão demográfica, aliada ao baixo nível técnico da produção agropecuária, à introdução de culturas de rendimento para exportação e à urbanização no século XX, tem gerado graves desequilíbrios económicos e sociais.

De forma geral, a população da África subsaariana apresenta os piores indicadores socioeconómicos do mundo. Enquanto nos países desenvolvidos a população morre, em média, com uma idade superior a 70 anos, nessa parte do mundo raramente a média ultrapassa os 45 anos. Essa expectativa média de vida tão baixa é explicada por inúmeros fatores, tais como a má nutrição, falta de assistência médica e ausência de saneamento básico nos meios rurais.
| País                           | População   | Área (km2) | Alfabetização (M/F) | PIB per capita | Transparência (classificação/escore) | Esperança de vida | IDH    | EODBR/SAB | PFI (classificação/escore) |
| ------------------------------ | ----------- | ---------- | ------------------- | -------------- | ------------------------------------ | ----------------- | ------ | --------- | -------------------------- |
| Angola                         | 30 355 880  | 1 246 700  | 82,9%/54,2%         | 6000           | 168/2                                | 42,4              | 0,486  | 172/171   | 132/58,43                  |
| Burundi                        | 11 844 520  | 27 830     | 67,3%/52,2%         | 101            | 168/1,8                              | 49                | 0,316  | 176/130   | 103/29,00                  |
| República Democrática do Congo | 85 281 024  | 2 345 410  | 80,9%/54.1%         | 91             | 162/11,9                             | 46,1              | 0,286  | 182/152   | 146/53,50                  |
| Camarões                       | 25 640 965  | 475 440    | 77%/59,8%           | 687            | 146/2,2                              | 50,3              | 0,482  | 171/174   | 109/30,50                  |
| República Centro-Africana      | 5 745 062   | 622 984    | 64.8%/33,5%         | 22             | 158/2,8                              | 44,4              | 0,343  | 183/159   | 80/17,75                   |
| Chade                          | 15 833 116  | 1 284 000  | 40,8%/12,8%         | 266            | 175/1,6                              | 50,6              | 0,328  | 178/182   | 132/44,50                  |
| República do Congo             | 5 062 021   | 342,000    | 90,5%/ 79.0%        | 1 145          | 162/1,9                              | 54,8              | 0,533  | N/A       | 116/34,25                  |
| Guiné Equatorial               | 797 457     | 28 051     | 93,4%/80,3%         | 7 470          | 168/1,8                              | 51,1              | 0,537  | 170/178   | 158/65,50                  |
| Gabão                          | 2 119 036   | 267 667    | 88,5%/79.7%         | 4 263          | 106/2,9                              | 56,7              | 0,674  | 158/152   | 129/43,50                  |
| Kenya                          | 48 397 527  | 582 650    | 77,7%/70,2%         | 976            | 146/2,2                              | 57,8              | 0,519  | 95/124    | 96/25,00                   |
| Nigéria                        | 203 452 505 | 923 768    | 84,4%/72,7%         | 6,204          | 136/27                               | 57                | 0,504  | 131/120   | 112/34,24                  |
| Rwanda                         | 12 187 400  | 26 338     | 71,4%/59,8%         | 263            | 89/3,3                               | 46,8              | 0,429  | 67/11     | 157/64,67                  |
| São Tomé e Príncipe            | 204,454     | 1 001      | 92,2%/77,9%         | N/A            | 111/2,8                              | 65,2              | 0,.509 | 180/140   | NA                         |
| Tanzânia                       | 55 451 343  | 945 087    | 77,5%/62,2%         | 339            | 126/2,6                              | 51,9              | 0,466  | 131/120   | NA/15,50                   |
| Uganda                         | 40 853 749  | 236 040    | 76,8%/57,7%         | 274            | 130/2,5                              | 50,7              | 0,446  | 112/129   | 86/21,50                   |
| Sudão                          | 43 120 843  | 1 886 068  | 79,6%/60,8%         | 2 500          | 176/1,5                              | 62,57             | 0,408  | 154/118   | 148/54,00                  |
| Sudão do Sul                   | 10 204 581  | 619 745    |                     |                |                                      |                   |        |           |                            |
| Djibouti                       | 884 017     | 23 000     | N/A                 | 817            | 111/2,8                              | 54,5              | 0,430  | 163/177   | 110/31,00                  |
| Eritreia                       | 5 970 646   | 121 320    | N/A                 | 160            | 126/2,6                              | 57,3              | 0,349  | 175/181   | 175/115,50                 |
| Etiópia                        | 108 386 391 | 1 127 127  | 50%/28,8%           | 161            | 120/2 7                              | 52 5              | 0 363  | 107/93    | 140/49,00                  |
| Somália                        | 11 259 029  | 637 657    | N/A                 | N/A            | 180/1,1                              | 47,7              | N/A    | N/A       | 164/77,50                  |
| Botswana                       | 2 249 104   | 600 370    | 80,4%/81,8%         | 8 532          | 37/5,6                               | 49,8              | 0,633  | 45/83     | 62/15,50                   |
| Comores                        | 821 164     | 2 170      | N/A                 | 382            | 143/2,3                              | 63,2              | 0,433  | 162/168   | 82/19,00                   |
| Lesoto                         | 1 962 461   | 30 355     | 73,7%/90,3%         | 528            | 89/3,3                               | 42,9              | 0,450  | 130/131   | 99/27,50                   |
| Madagascar                     | 25 683 610  | 587 041    | 76,5%/65,3%         | 238            | 99/3,0                               | 59                | 0,480  | 134/12    | 134/45,83                  |
| Malawi                         | 19 842 560  | 118 480    | N/A                 | 145            | 89/3,3                               | 47,6              | 0,400  | 132/128   | 62/15,50                   |
| Maurícia                       | 1 364 283   | 2 040      | 88,2%/80,5%         | 4 522          | 42/5,4                               | 73,2              | 0,728  | 17/10     | 51/14,00                   |
| Moçambique                     | 27 233 789  | 801 590    | N/A                 | 330            | 130/2,5                              | 42,5              | 0,322  | 135/96    | 82/19,00                   |
| Namíbia                        | 2 533 224   | 825 418    | 86,8%/83,6%         | 2166           | 56/4,5                               | 52,5              | 0,625  | 66/123    | 35/9,00                    |
| Seychelles                     | 94 633      | 455        | 91,4%/92,3%         | 7 005          | 54/4,8                               | 72,2              | 0,773  | 111/81    | 72/16,00                   |
| África do Sul                  | 55 380 210  | 1 219 912  | N/A                 | 3,562          | 55/4,7                               | 50,7              | 0,619  | 34/67     | 33/8,50                    |
| Suazilândia                    | 1 087 200   | 17 363     | 80,9%/78 3%         | 1 297          | 79/3,6                               | 40 8              | 0,522  | 115/158   | 144/52,50                  |
| Zâmbia                         | 16 445 079  | 752 614    | N/A                 | 371            | 99/3,0                               | 41,7              | 0,430  | 90/94     | 97/26,75                   |
| Zimbabwe                       | 14 030 368  | 390 580    | 92,7%/86,2%         | N/A            | 146/2,2                              | 42,7              | 0,376  | 159/155   | 136/46,50                  |
| Benim                          | 11 340 504  | 112 620    | 47,9%/42,3%         | 323            | 106/2,9                              | 56,2              | 0,427  | 172/155   | 97/26,75                   |
| Mali                           | 18 429 893  | 1 240 000  | 32,7%/15,9%         | 290            | 111/2,8                              | 53,8              | 0,359  | 156/139   | 38/8,00                    |
| Burkina Faso                   | 19 742 715  | 274 200    | 25,3%               | 1 360          | 79/3,6                               | 51                | 0,331  | 150/116   | N/A                        |
| Cabo Verde                     | 568 373     | 322 462    |                     |                |                                      |                   |        |           |                            |
| Costa do Marfim                | 26 260 582  | 322 463    |                     |                |                                      |                   |        |           |                            |
| Gâmbia                         | 2 092 731   | 11 295     |                     |                |                                      |                   |        |           |                            |
| Gana                           | 28 102 471  | 238 535    |                     |                |                                      |                   |        |           |                            |
| Guiné                          | 11 855 411  | 245 857    |                     |                |                                      |                   |        |           |                            |
| Guiné-Bissau                   | 1 833 247   | 36 125     |                     |                |                                      |                   |        |           |                            |
| Libéria                        | 4 809 768   | 111 369    |                     |                |                                      |                   |        |           |                            |
| Mauritânia                     | 3 840 429   | 1 030 700  |                     |                |                                      |                   |        |           |                            |
| Níger                          | 19 866 231  | 1 267 000  |                     |                |                                      |                   |        |           |                            |
| Senegal                        | 15 020 945  | 196 712    |                     |                |                                      |                   |        |           |                            |
| Serra Leoa                     | 6 312 212   | 71 740     |                     |                |                                      |                   |        |           |                            |
| Togo                           | 8 176 449   | 56 785     |                     |                |                                      |                   |        |           |                            |

NOTAS:
- PIB per capita:  dados de 2006 (em USD)
- Esperança de vida: Esperança de vida ao nascer (dados de 2006)
- Alfabetização (homens/mulheres): dados de 2006
- Transparência:  Percepção de corrupção (dados de 2009)
- IDH:  Índice de Desenvolvimento Humano
- EODBR: Facilidade para  negócios, entre junho de 2008 e maio de 2009. SAB Começando um negócio, entre junho de 2008 e maio de 2009, PFI: Índice de Liberdade de Imprensa, 2009

## História
A teoria mais aceita entre os antropólogos e arqueólogos diz que "a África é o berço da humanidade". Na Antiguidade, a Núbia e a Abissínia foram as primeiras regiões a receber influências externas, principalmente a partir do III milênio a.C.. O território a oeste do Chade permaneceu mal conhecido, e passou lentamente do Neolítico à Idade do Ferro. Existiram grandes impérios: Gana, Mali, Songai, Canem. A partir do século VIII, os Estados sudaneses sofreram a influência dos muçulmanos e tornaram-se fortemente islamizados. O Império do Gana, entre o Senegal e o Níger, desenvolveu-se a partir do século IX e foi destruído em 1076-1077 pelos almorávidas. Seu território controlado no início do século XIII pelo Reino de Sosso, passou em 1240 à dominação do Império do Mali, que, herdeiro de sua riqueza, se estendeu por uma zona bastante extensa no Sudão Ocidental. Esse império entrou em lento declínio a partir do século XV e foi perdendo terreno para o Império Songai, que cresceu às suas custas a partir de então. O golpe final que desencadeou a extinção do Império do Mali foi dado pelo Reino de Segu, por volta de 1670.
O islamismo, introduzido pelos almorávidas, durante muito tempo atingiu somente as classes dirigentes. Ao redor do Chade, sucederam-se ou coexistiram diferentes reinos: Baguirmi, Uadai e Bornu, islamizados superficialmente. O Islamismo deu origem também à reinos teocráticos, no vale do Senegal e no Futa Jalom, onde ocorreram conversões massa no século XIX. Na costa do golfo do Benim formaram-se reinos animistas, menores, porém, muito centralizados, como Império Axânti e Reino do Daomé. A leste do deserto da Líbia, o reino cristão da Núbia passou, pouco a pouco ao controle do Islamismo, o da Etiópia, refugiado nas montanhas após a ruína de Axum por volta do século VI, sobreviveu - apesar de uma história tumultuada - até a sua reorganização, na segunda metade do século XIX, sob uma dinastia igualmente abissínia. Na costa oriental surgiu uma série de sultanatos fundados pelos árabes, que prosperaram até a chegada dos portugueses, no século XVI. Madagascar povoou-se de indonésios desde uma data desconhecida até perto do século XIII.
A chegada dos portugueses no século XV trouxe grandes mudanças, pois o comércio português, em breve seguido pelo de outras nações europeias como os Países Baixos, Dinamarca, Grã-Bretanha e França, por intermédio de companhias autorizadas, baseava-se essencialmente no tráfego de escravos. Do século VII ao XX, cerca de 14 milhões de escravos foram levados para o mundo árabe pelo Saara e pelos portos da costa oriental. A eles se devem somar os que, do século XV ao XIX, foram para a América: de 15 a 20 milhões, mais os que morreram durante a viagem. Os chefes das regiões costeiras, foram, no decorrer do século XIX, substituindo a "mercadoria humana" por produtos tropicais (óleo de coco), que eram trocados por tecidos e armas.
A partir de 1815, a França tentou lentamente extrair recursos do Senegal, que ocupou em 1658. A Grã-Bretanha se instalou na Costa do Ouro a partir de 1875 e na Nigéria desde 1880, ano em que a França desencadeou a "corrida do ouro", com a Marcha do Níger. A Conferência de Berlim (novembro de 1884 - fevereiro de 1885) não decidiu a partilha da África, mas acelerou a instalação territorial das potências europeias e a constituição de grandes impérios coloniais: inglês, neerlandês, italiano, belga e alemão, junto aos restos do império espanhol e português. Até à Segunda Guerra Mundial, a África subsaariana evoluiu em ritmos diversos, em função do meio e dos recursos, da precariedade das vias de comunicação, da densidade das populações e da urbanização. Por toda parte a massa camponesa (90% da população) sofreu com o domínio colonial. Entretanto a urbanização, acentuada após a Segunda Guerra Mundial, e a formação de de elites letradas desenvolveram a consciência da identidade africana.
Após a Segunda Guerra Mundial o prestígio da etnia branca diminuiu (derrota de 1940, lutas intestinas entre franceses, rivalidade franco-inglesa), fato acentuado com a propaganda dos movimentos pan-africanistas, que já existiam desde antes da guerra. Essa evolução foi geralmente pacífica, salvo a rebelião malgaxe de 1947, as sublevações quicuios (mau-mau) do Quênia, de 1952 a 1956, e a revolta da União das populações de Camarões (1955–1958), O processo de descolonização iniciado em 1944 (Conferência de Brazzaville), acelerou-se após 1960, ano em que muitos países africanos conquistaram a independência. Apesar disso continuaram com graves problemas econômicos e políticos, a despeito do apoio das antigas metrópoles. A África tornou-se, por outro lado, território de disputa entre os dois blocos então dominantes na política mundial, acentuada pela assistência militar que a União Soviética, China, Cuba, Estados Unidos, Grã-Bretanha, França e outras potências forneciam a governos africanos sob sua influência.
A fragilidade econômica de muitos países africanos levou-os a buscar ajuda nas antigas metrópoles, das potências que apoiaram os novos governos pós-independência, ou sob forma multilateral, dos organismos internacionais como a ONU ou a Comunidade Econômica Europeia. Para superar suas fraquezas os países africanos formaram a Organização da Unidade Africana (OUA), criada em 1963 em Adis Abeba. A África negra hoje atravessa uma crise política e econômica que se caracteriza pela rejeição aos partidos únicos, pelo aumento das tensões tribais e por um desastre econômico sem precedentes. Desde o início dos anos 80 a recessão vem se ampliando, com a queda das matérias-primas e o aumento da dívida externa e do desemprego num continente onde a população cresce num ritmo inédito na história. Tais dados demográficos, no entanto, podem transformar-se profundamente com a evolução da Aids: em 1991, metade dos 5 a 8 milhões de indivíduos portadores do vírus eram africanos.
Até o final da década de 1980, a maioria dos dirigentes se manteve no poder graças a partidos únicos que garantiam os privilégios de uma minoria, apoiada na corrupção generalizada. A crescente pressão dos direitos humanos, no entanto, tem obrigado vários países a se justificarem perante a comunidade internacional. Nesse contexto, em 1990 a África negra passou por mudanças políticas fundamentais, caracterizadas pela implosão dos sistemas vigentes: pluripartidarismo e democracia tornaram-se as palavras de ordem. O Benim renunciou ao marxismo-leninismo, a Costa do Marfim legalizou os partidos de oposição após 3 anos de autoritarismo e Gabão, Zaire, Tanzânia, Camarões, Zâmbia e Congo por sua vez, se abriram ao pluripartidarismo. Na África do Sul as leis que regiam o apartheid foram abolidas em 1991, e a maioria dos países da África austral caminha para a democratização, adotando o pluripartidarismo, novas constituições e eleições livres, na esperança de atingir a estabilidade política indispensável ao desenvolvimento econômico.

## Doenças da região
- Doença do Sono: A doença do sono ameaça mais de 60 milhões de pessoas em 36 países da África subsaariana. Menos de quatro milhões destas pessoas têm acesso a um centro de saúde.
- Na República dos Camarões, nos anos 20, um médico chamado Jamot implementou uma estratégia de controle eficaz, enviando equipes móveis às aldeias para diagnosticar e tratar o máximo de pacientes possível. O programa do Dr. Jamot obteve sucesso no bloqueio da transmissão da doença do sono, esvaziando a reserva humana de tripanossomas. Mas, recentemente, as guerras civis desestruturaram sistemas de saúde e forçaram pessoas a migrar, permitindo que tais reservas fossem reconstruídas.
- Malária: A malária está presente em mais de 100 países e ameaça 40% da população mundial. A cada ano, 500 milhões de pessoas são infectadas, a maioria delas na África subsaariana (Estima-se que 90% dos casos mundiais e 90% de toda a mortalidade por malária ocorram na África subsaariana. A doença também ocorre nas Américas Central e do Sul, sobretudo na região amazônica, e em países da Ásia), e 2 milhões de pessoas morrem dessa doença. As vítimas são principalmente crianças de áreas rurais. A malária é a primeira causa de morte de crianças menores de 5 anos na África, e mata uma criança a cada 30 segundos no mundo.
- AIDS: Desde que os primeiros casos da síndrome de imunodeficiência adquirida (AIDS ou SIDA) foram detectados, em 1981, a África é o continente que mais sofre com a doença, especialmente a região subsaariana, segundo o último relatório publicado pelo Programa das Nações Unidas contra esta doença (Unaids) em maio de 2006.

Embora os dados sobre a incidência do vírus estejam sofrendo uma "desaceleração", segundo o relatório, as proporções epidêmicas ainda são graves na África subsaariana. As taxas de infecção per capita de alguns países da região continuam subindo. Com pouco mais de 10% da população mundial, a África subsaariana abriga cerca de 24,5 milhões de infectados, quase dois terços dos portadores de HIV em todo o mundo. Cerca de três quartos dos 25 milhões de pessoas que morreram em decorrência do HIV desde o início da epidemia, nos anos 80, eram do continente africano.

## Caracterização política
Esta região da África é marcada, em geral, por governos autoritários e corruptos que não se preocupam em melhorar as condições econômicas dos seus países. Nos últimos anos, no entanto, verifica-se uma tendência democratizadora em toda a região, com eleições multipartidárias realizadas regularmente.

## Ambiente
Os principais aspectos do relevo são, na região do Magrebe, a cordilheira do Atlas, cujo pico mais alto é o Jebel Tubkhal (4 165 m); o grande planalto desértico do Saara, com as depressões de Catara (Egito) e Bodelê (Chade); a bacia do rio Níger e as cadeias vulcânicas de Hoggar (Argélia) e de Tibesti (Chade); a sul do planalto do Sudão, destacam-se a bacia do Congo, o monte Cristal e o planalto dos Grandes Lagos Africanos, com os pontos culminantes do continente, os montes Quilimanjaro (5 895 m), Quênia (5 199 m), Ruwenzori (5 119 m) e Elgon (4 321 m); no nordeste do Vale do Rift, o maciço da Abissínia.

### Hidrografia
A maior bacia hidrográfica da África e segunda do mundo, apenas superada pela do rio Amazonas, é a do rio Congo, com 3 680 000 km2. O rio Nilo, com 6 690 km, é o segundo mais longo do mundo. O Zambeze e o Limpopo correm para o oceano Índico. O Orange, o Níger, o Gâmbia e o Senegal desembocam no Atlântico.
Os principais lagos africanos são o Vitória, segundo do mundo em superfície, com 69 485 km², o Tanganica, o Rodolfo, o Alberto, o Eduardo e o Niassa.

### Clima
O clima tropical predomina na maior parte da África, tanto na zona tropical, úmida no verão e seca no inverno, quanto na zona equatorial, com temperaturas elevadas e chuvas abundantes.
Nos grandes desertos, como o Saara e o Kalahari, as temperaturas são altas de dia e baixas à noite. Nos extremos norte e no sul do continente encontram-se estreitas regiões de clima ameno, de tipo mediterrâneo.

### Fauna e flora
A distribuição climática do continente africano determina diretamente a configuração de suas zonas de vegetação e fauna. A selva equatorial, frondosa e exuberante, abriga numerosas espécies de aves, símios - chimpanzés e gorilas -, répteis, anfíbios e insetos. Nas zonas tropicais estende-se a savana, paisagem de vegetação herbácea, com árvores de folhas caducas (baobá, sicômoro) isoladas ou em bosques; nas savanas abundam os grandes mamíferos herbívoros (elefantes, rinocerontes, hipopótamos, girafas, búfalos, antílopes, gazelas) e os carnívoros (leões, leopardos, hienas, chacais).
As grandes zonas desérticas do Saara e do Kalahari apresentam vegetação muito escassa, de plantas espinhosas, exceto nos oásis, onde crescem formações de palmeiras; insetos, répteis, roedores e alguns mamíferos de grande porte, como os chacais, constituem a fauna adaptada a essas regiões. Nas zonas mediterrâneas cresce o típico bosque baixo, combinado com maquis, garrigue e bosques de pinheiros e carvalhos, onde habitam numerosas espécies de animais de clima temperado: lebres, cabras, raposas, aves de rapina, pombas, perdizes, répteis, etc.